# Айус Локуцій
Aйус Локуцій (лат. Aius Locutius, від aio – "я кажу", loquor – "я говорю", locutius – "той, що говорить") – римське божество або, точніше, божественний голос (vox deorum), що провістив загрозу вторгнення галлів у Рим у IV столітті до н.е. Цей епізод є одним із найвідоміших прикладів віри римлян у пряме божественне втручання в їхню історію. Айус Локуцій не мав власного культу в традиційному розумінні, але йому був присвячений вівтар або храм, що свідчить про його шанування як важливої божественної сутності.

### Історія
За деякий час до вторгнення галлів, один плебей на ім'я Марк Цедуцій (Marcus Caedicius) почув чіткий голос посеред ночі. Голос пролунав біля святилища Вести (Vesta) на Новій Дорозі (Nova Via), біля підніжжя Палатинського пагорба, і попередив про наближення галлів, наказавши римлянам укріпити місто. Цедуцій повідомив про це магістратам, проте його попередження було знехтувано, оскільки він був "низького походження" і вважалося, що такі пророцтва мають виходити від офіційних віщунів або жрецьких колегій

### Культ та шанування
Після вигнання галлів і відновлення міста, римляни вирішили умилостивити божество, голос якого вони проігнорували.
За рішенням Сенату на тому місці, де Марк Цедуцій почув голос, був споруджений вівтар або невеликий храм. Це місце знаходилося поблизу храму Вести та священного гаю на Новій Дорозі.
Айус Локуцій не був традиційним богом з чітким пантеоном чи міфами. Він уособлював саму ідею "голосу, що провіщає", "того, що говорить", "того, що попереджає". Це характерно для римської релігії, де могли обожнюватися навіть абстрактні поняття або певні аспекти явищ (як у випадку з indigitamenta – специфічними аспектами божеств).
Існує також нумізматичне свідчення: на деяких римських монетах Республіканського періоду, датованих кінцем ІІ століття до н.е., зустрічається зображення храму або вівтаря та напис A. LOCV. або AI. LOCV. Це підтверджує, що шанування Айуса Локуція продовжувалося і через століття після галльської навали.